# Tiramisu

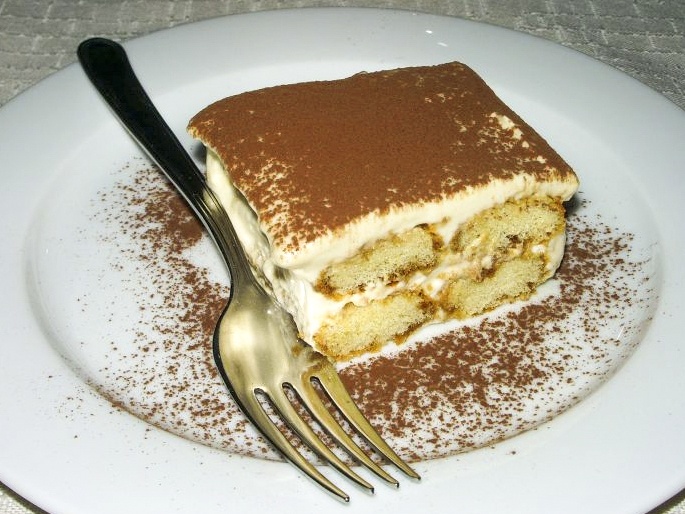
Tiramisu

Tiramisu este un desert tradițional italian, care are la bază biscuiți savoiardi (biscuiți dulci cu o consistență friabilă și spongioasă, asemănători cu pișcoturile) înmuiați în cafea și acoperiți cu o cremă, compusă din mascarpone, ouă și zahăr, care in unele variante este aromatizată cu lichior.

## Istoric
Ceea ce o deosebește de alte deserturi este aroma intensă de cafea. Alte calități caracteristice sunt gustul brânzei mascarpone și aroma pișcoturilor.
Mai multe regiuni ale Italiei își dispută originea acestei prăjituri: Veneția, Lombardia, Piemont ori Toscana. Conform uneia dintre versiuni, ea ar fi purtat în trecut denumirea de bagatelă toscană și ar fi fost preparată pentru prima dată în Siena, o localitate din Italia, cu ocazia unei vizite a Marelui Duce Cosimo al III-lea de Medici. O altă versiune susține că prăjitura a fost inventată în localitatea Treviso, iar alta că ar fi originară din Veneția, unde curtezanele doreau să fie cât mai energizate pentru următoarea întâlnire amoroasă. Paternitatea prăjiturii tiramisu mai este atribuită unui patiser din Torino care ar fi creat un desert special pentru primul ministru Cavour.

## Semnificație
În trecut Tiramisu se mai numea Supa Ducelui. Mai târziu a primit numele și semnificația pe care o are și în zilele noastre: Tiramisu sau în traducere din italiană Ridică-mă! Acest fapt s-ar fi datorat presupuselor sale proprietăți afrodisiace.